# 埃洛伊·阿尔法罗
埃洛伊·阿尔法罗·德尔加多（西班牙語：Eloy Alfaro Delgado，1842年6月25日—1912年1月28日）是厄瓜多尔总统，1895-1901年、1906-1911年在任。首都基多到瓜亞基爾的鐵路在他任內完工。
阿爾法羅是激進自由黨的創始人，在發動1895年自由派革命後推翻路易斯·科爾德羅·克雷斯波以及臨時總統比森特·盧西奧·薩拉查掌權。1906年阿爾法羅再度奪權就任總統，1911年卸任，隔年阿爾法羅被刺殺。